# بولدير (ويسكونسن)
بولدير (بالإنجليزية: Boulder Junction, Wisconsin)‏ هي بلدة تقع بولاية ويسكونسن في الولايات المتحدة. تبلغ مساحتها 260 (كم²)، وترتفع عن سطح البحر 507 م، بلغ عدد سكانها 958 نسمة في عام 2000 حسب إحصاء مكتب تعداد الولايات المتحدة وتصل الكثافة السكانية فيها 4.5 نسمة/كم2.

## وصلات خارجية
- http://townofboulderjunction.org/
- The US50 - Cities and Towns in Wisconsin State
- Wisconsin Cities and Towns, Facts, Map, Flag, Colleges, Government, and More